# Український центральний громадський комітет у Франції
Український центральний громадський комітет у Франції — організація, заснована 1948 у Парижі для координації громадсько-культурного життя та репрезентації українців перед французькою владою. Об'єднує близько 20 організацій і установ, є членом СКВУ. Голова Симон Созонтів, О. Мельникович (1970—1979), Ярослав Мусянович (з 1979).